# 布科维纳公国
布科維納公國（德語：Herzogtum Bukowina）自1849年起是奧地利帝國的組成土地，從1867年到1918年是奧匈帝國的內萊塔尼亞王室領地。

## 名稱
「布科維納」這一官方名稱是由1775年起，此地區從摩爾達維亞公國併入哈布斯堡君主国（1804年之後的奧地利帝國以及1867年後的奧匈帝國）開始之後所出現。
在奧地利統治時期（1775年-1918年）布科維納的官方德語名稱是“die Bukowina”，源自於波蘭語名稱“Bukowina”，而此名稱又源自於烏克蘭語的 「Буковина」 （「Bukovyna」）和常見斯拉夫語形式的「buk」，意思是山毛櫸（烏克蘭語的「бук」，德語中的「Buche」）。該地區的另一個德語名稱“das Buchenland”主要用於詩歌中，意思是「山毛櫸之地」或「山毛櫸樹之地」。在羅馬尼亞語中，在文學或詩歌語境中，有時會使用“Țara Fagilor”（「山毛櫸樹之鄉」）這個名稱。
在英語中，另一種形式是“The Bukovina”，但越來越成為一種古老的用法，只在較早的文學作品中才可以找到。

## 歷史
在蒙古侵略歐洲之後，布科維納地區自14世紀起就成為摩爾達維亞公國的一部分，1388年至1565年公國以蘇恰瓦為首都。在16世紀，摩爾達維亞受到奧斯曼帝國的影響，但仍獲保留其自治權。在18世紀初，摩爾達維亞成為俄羅斯帝國向南擴張的目標，始於1710年–1711年沙皇彼得大帝發動的普魯特河戰役。1768年–1774年發生的第三次俄土戰爭期間，摩爾達維亞曾在1769年被俄軍佔領。

### 奧地利的統治

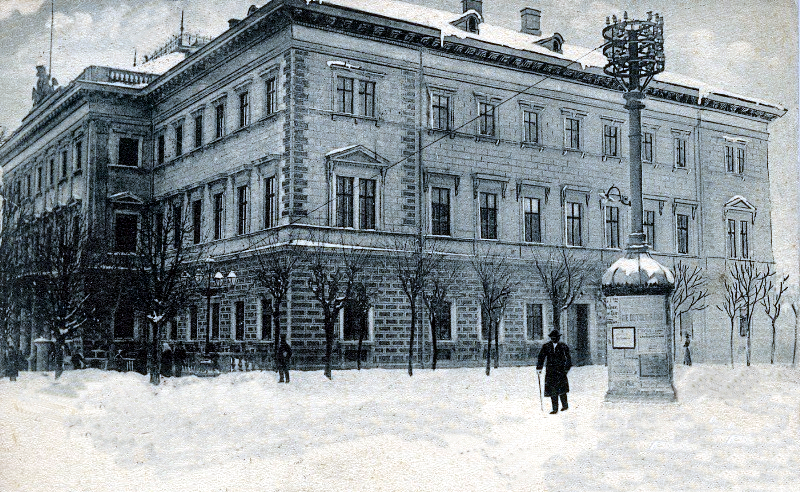
切爾諾夫策：布科維納公國政府所在地，約1900年

1772年第一次瓜分波蘭之後，哈布斯堡君主國就希望在摩爾達維亞獲取新的領土，以將新獲得的加利西亞和洛多梅里亞王國與所持的特蘭西瓦尼亞公國連成一片。1774年7月俄土庫楚克開納吉和約簽訂後，奧地利人從10月開始就與奧斯曼帝國樸特談判，最終獲得了摩爾達維亞地區一塊面積約10,000平方公里的領土（約4,000平方英里），稱其為「布科維納」，並於1775年1月正式吞併。1776年7月2日，奧地利人和奧斯曼人在帕拉穆特卡簽署了一項邊界公約，哈布斯堡王朝歸還59個先前佔領的村莊，並繼續佔有剩下278個村莊。由於反抗奧地利對摩爾達維亞西北部的吞併，摩爾達維亞的統治者格里戈雷三世·吉卡大公後來被奧斯曼人暗殺。
奧地利統治最初的1775年到1786年間，布科維納一直是一個封閉的軍事管制區，之後才被改組成奧地利所領加利西亞和洛多梅里亞王國內的最大的「布科維納地區」。直到當時為止，該地傳統上的統治階級都是由摩爾達維亞貴族所組成。哈布斯堡皇帝約瑟夫二世希望讓該地區成為奧地利轄下的一個省份（儘管不隸屬於神聖羅馬帝國）；他讓多瑙河士瓦本人，後來被稱為布科維納德意志人到被毀壞的土地上殖民。到19世紀中葉，切爾諾夫策市的薩德霍拉鎮成為哈西迪猶太人的中心。儘管它仍然是帝國東部偏遠的前哨，但大量新移民的湧入仍然促進了這個多民族地區進一步的經濟發展。

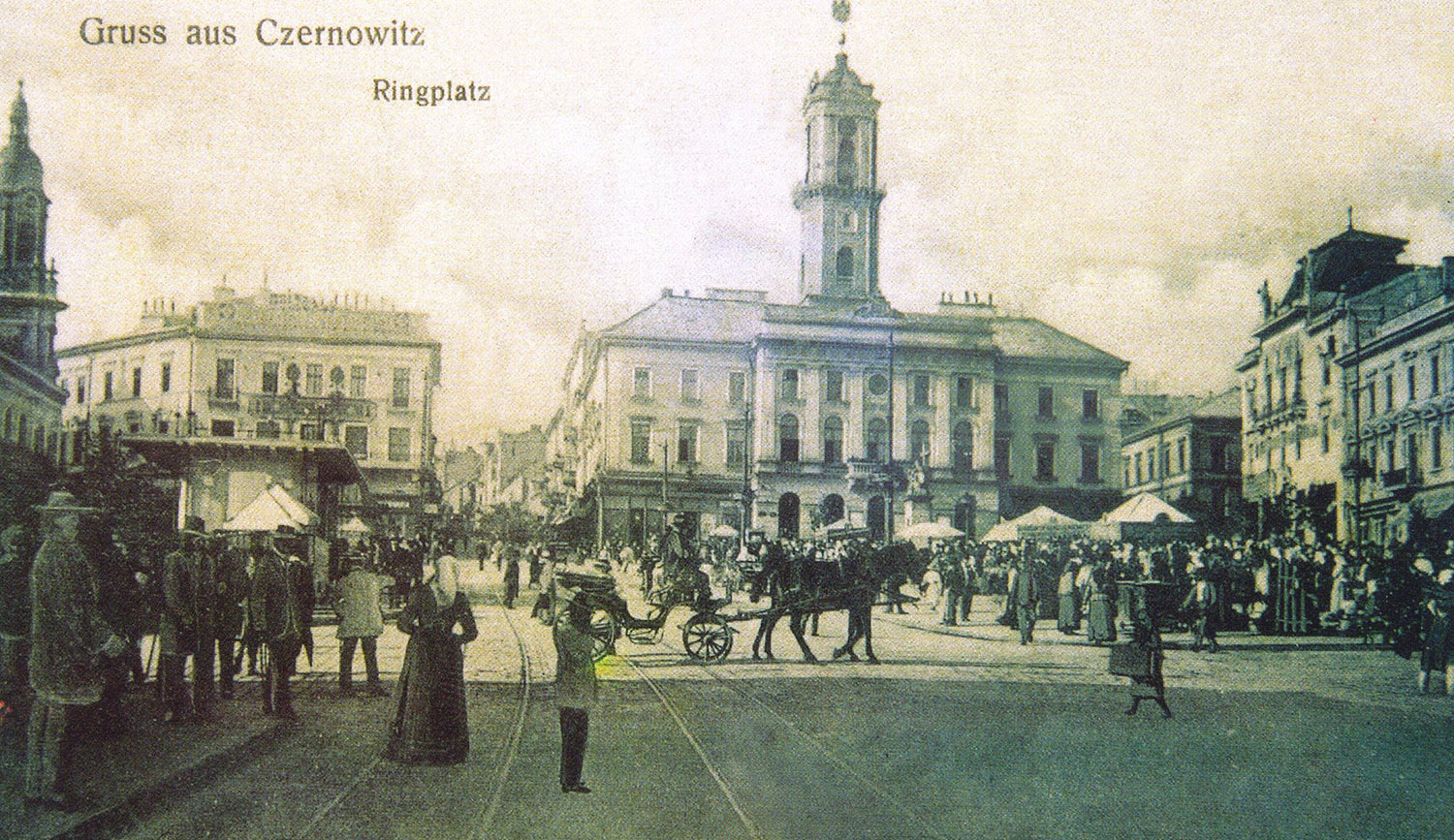
切爾諾夫策：廣場及市政廳

1804年，該地區成為新成立的奧地利帝國的一部分。在1848年革命的政治動蕩之後，各階層都敦促維也納政府將布科維納提升為一個單獨的奧地利王冠領地。自1849年3月4日起，「布科維納地區」被提升為「布科維納公國」，成為一個名義上的公國，亦作為奧地利皇帝完整官方頭銜的一部分。它由皇帝任命的執政管理，從1850年開始在切爾諾夫策設立執政官邸。
1860年，布科維納再次與加利西亞合併。但根據皇帝法蘭茲·約瑟夫一世於1861年頒發的二月制誥，布科維納再次恢復為一個獨立的省份。恢復的王室領地得以成立自己的布科維納議會，亦包括「行政委員會」（德語：Landesausschuss）的行政權力，這種地位持續到1918年。
1867年，隨著奧地利帝國重組成為奧匈帝國，布科維納公國隨之成為屬奧地利內萊塔尼亞地區的一部分。自十二月憲法頒布後，內萊塔尼亞公民派首相卡爾·威廉·菲利普·奧爾斯佩格王子主導的帝國議會，決定授予布科維納前任執政「總督」（德語：Landespräsident）頭銜，任命他領導布科維納地區政府（德語：Landesregierung）。九名（自1907年內萊塔尼亞議會選舉之後：十四名）立法代表在奧地利眾議院中代表布科維納。

### 第一次世界大戰
和平時期該布科維納地區的主要軍事力量是駐守切爾諾夫策的第二十二步兵團，這是當時唯一一個以羅馬尼亞人佔多數（54%）的帝國皇家陸軍團。然而，敵對行動一開始，當局就從當地招募的人口中組建了新的部隊。第二十二、第二十三和第四十一帝國皇家陸軍團以及第四龍騎兵團都以羅馬尼亞人為主。為了鼓勵招募，羅馬尼亞人被允許穿上他們的民族色彩服飾，並接受羅馬尼亞族軍隊牧師的精神指導。
1914-15年，奧匈帝國在加利西亞戰役中戰敗後，布科維納的大部分地區被阿列克謝·布魯西洛夫將軍所率領的俄軍第八集團軍所佔領。只有在德軍領導的戈爾利采－塔爾努夫攻勢和俄羅斯的大撤退之後，同盟國的聯合部隊才重新奪回布科維納。在過程中羅馬尼亞族軍隊英勇作戰，有62人被授予奧匈帝國英勇勳章。有一次戰鬥中，第四十一團連續戰鬥了五十四小時。截至1916年6月4日，在布科維納的羅馬尼亞族部隊傷亡包括184人戰死、1175人受傷而及82人被俘。
1918年秋，多民族的奧匈帝國崩潰，奧匈帝國戰爭部正式下令復員，但帝國中央政府解體後已經沒有人能夠確保戰後遺留的武器可以順利退役歸庫。1918年10月18日，在加利西亞倫貝格成立的烏克蘭全國委員會計劃宣布成立共和國，該共和國也將包括布科維納和喀爾巴阡魯塞尼亞。1918年10月25日，由埃米利安·波波維奇領導的烏克蘭地區委員會首先在切爾諾夫策成立，於烏克蘭全國委員會中代表布科維納地區。1918年10月14/27日，在當地一眾羅馬尼亞族學者及政治家的倡議下，羅馬尼亞全國委員會布科維納制憲會議亦在切爾諾夫策成立（成員來自奧地利議會和布科維納議會的代表以及當地政治分子），並通過了一項聲明，支持布科維納與羅馬尼亞統一，並要求最後一位奧地利委任的總督約瑟夫·格拉夫·艾茲道夫（德語：Josef Graf Etzdorf）放棄權力。
與此同時，烏克蘭全國委員會的地方准軍事部隊控制了切爾諾夫策和布科維納的其他地區，在11月6日之後有效地取代了奧地利的控制。儘管當地的烏克蘭人試圖將布科維納併入所謂的西烏克蘭人民共和國，但他們始終未能成立有效管轄的政府。鑑於烏克蘭人的行為，羅馬尼亞全國委員會領導人揚庫·弗朗多爾要求羅馬尼亞政府對布科維納地區進行軍事干預。五天後，由雅各布·扎迪克將軍率領的羅馬尼亞軍隊第8師進入切爾諾夫策，鎮壓烏克蘭人的示威，而烏克蘭的準軍事部隊則在沒有抵抗的情況下向加利西亞撤退。 當地烏克蘭人亦進一步試圖將布科維納北部部分地區併入西烏克蘭人民共和國，但行動很快遭到羅馬尼亞軍隊的鎮壓，烏克蘭全國委員會的領導層逃過德涅斯特河，逃往局部處於烏克蘭軍事控制之下的加利西亞。
羅馬尼亞軍隊佔領該地區後，布科維納議會於1918年11月28日成立，其選出的成員中包括74名羅馬尼亞人、13名魯塞尼亞人、7名德國人和6名波蘭人（每族的代表是以語言劃分，而猶太人沒有被記錄為一個單獨的族群）。全區掀起一股全民熱潮，大批民眾聚集在城裡等待議會的決議。
議會選出出身布科維納的羅馬尼亞裔政治家曹·弗隆多為議會主席，並在羅馬尼亞、德國和波蘭代表的支持下投票通過與羅馬尼亞王國合併；烏克蘭代表則抵制了會議。支持合併的理由是，在1775年布科維納被哈布斯堡王朝接管之前，該地一直是摩爾達維亞公國的中心（公國歷代君主沃伊沃德墓地所在地），摩爾達維亞人並對該地享有自治權。
羅馬尼亞對該省的控制於1919年的聖日耳曼條約和1920年的特里亞農條約中得到國際承認，當時德意志-奧地利共和國和匈牙利王國都放棄了對布科維納的所有領土要求。

## 行政區劃

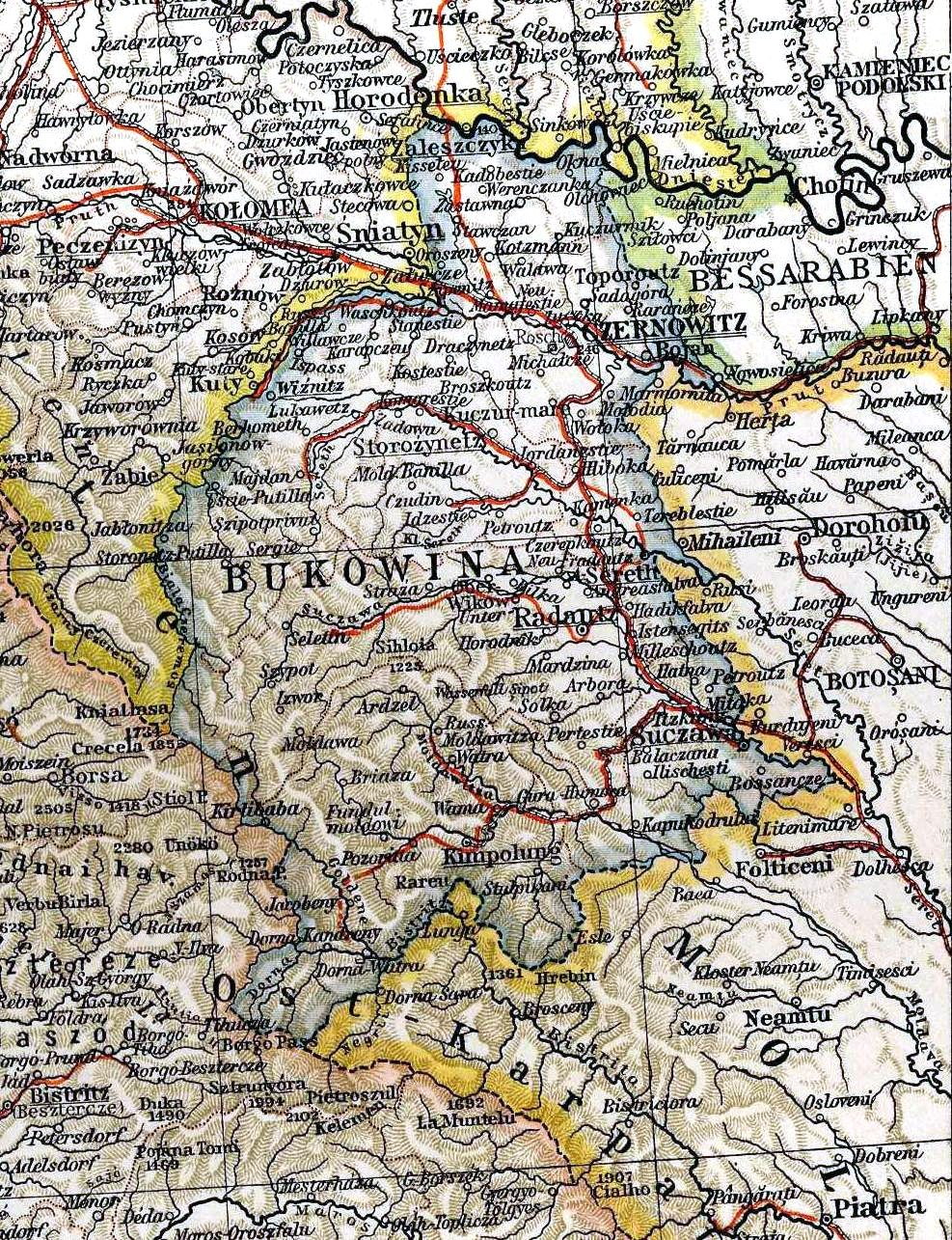
1901年布科維納地圖

當布科維納地區在1849年被提升為公國時，它最初仍由加利西亞首都倫貝格所管理。根據奧地利內政部的命令，切爾諾夫策於1850年成為王家總督官邸的所在地。到1861年二月制誥容許布科維納公國成立一個代表議會，該議會以及行政委員會，由總督領導。在1907年內萊塔尼亞立法選舉後，公國在奧地利帝國議會中有14名代表。
王室領地的劃分於1868年曾作出修改; 直至1914年布科維納公國包含以下十一個行政區: 
| 地區                                 | 面積（平方公里） | 面積（平方英里） | 人口（1900年代） |
| ------------------------------------ | ---------------- | ---------------- | ---------------- |
| 切爾諾維茲                           | 876.05           | 338.24           | 99,438人         |
| 古拉胡莫拉（1893年設立）             | 739.89           | 285.67           | 55,741人         |
| 肯普隆格                             | 2349.48          | 907.14           | 55,688人         |
| 哥茨曼                               | 518.80           | 200.31           | 94,633人         |
| 勒德烏茲                             | 184.097          | 71.080           | 82,152人         |
| 錫雷夫                               | 518.80           | 200.30           | 60,743人         |
| 斯托羅日涅茲                         | 1152.31          | 444.91           | 80,100人         |
| 蘇恰瓦                               | 569.32           | 219.82           | 62,447人         |
| 切列莫什河畔瓦什科夫茲（1903年設立） | 427.87           | 165.20           | 43,595人         |
| 維日尼茲                             | 1499.89          | 579.11           | 71,631人         |
| 扎斯塔那（1905年設立）               | 492.82           | 190.28           | 51,502人         |

## 歷史人口
根據1775年奧地利當局的統計，布科維納的人口有86,000人（其中包括後來歸還摩爾達維亞的59個村莊）。人口普查只記錄了社會狀況和一些民族宗教團體。1919年，歷史學家揚·尼斯托爾聲稱在1774年布科維納的人口羅馬尼亞人佔絕大多數，在75,000名的總人口中佔了64,000名（85%）。與此同時，大約有8,000名（10%）是魯塞尼亞人以及其餘3,000名(4%)是其他種族群體。但尼斯托爾他本人在四年前，卻認為在1774年布科維納的人口只包括52,750名羅馬尼亞人（73%）、15,000名魯塞尼亞人（21%）和另外4,000名（6%）「在交談中使用羅馬尼亞語」的人。2011年，俄羅斯對 1774年摩爾達維亞的人口普查進行了人類學分析，斷定1774年布科維納的人口為68,700人，其中40,920人（59.6%）是羅馬尼亞人、22,810人（33.2%）是魯塞尼亞人和胡楚爾人，以及4,972人（7.2%）是猶太人、羅姆人和亞美尼亞人。魯塞尼亞人主要居住在布科維納的西北部，特別是在普魯特河和德涅斯特河之間的地區。而胡蘇爾人則集中在該省西部的山區，特別是在切列莫什河和普蒂拉河之間的地區。1787年，帝國官員在切爾諾夫策記錄了414座房屋，其中153座屬於摩爾達維亞人（羅馬尼亞人）、84座屬於德國人、76座屬於猶太人，其餘屬於亞美尼亞人、阿爾諾人（阿爾巴尼亞人）、捷克人、希臘人、匈牙利人、波蘭人和魯塞尼亞人（烏克蘭人）。
19世紀，奧地利帝國的政策鼓勵了許多移民湧入（奧地利當局鼓勵移民以發展經濟），主要是烏克蘭人（當時稱為來自加利西亞的魯塞尼亞人）和來自特蘭西瓦尼亞和匈牙利的羅馬尼亞人，以及少數德國人、波蘭人、猶太人和匈牙利人。奧地利帝國（後來的奧匈帝國）的官方人口普查直到1850-1851年才記錄民族語言數據。1840年出於徵兵目的所作的調查得出人口為339,669人。根據羅馬尼亞政治家亞歷山德魯·赫爾穆薩基的調查，到1848年，布科維納百分之五十五的人口是羅馬尼亞人。1850-1851年奧地利對布科維納的人口普查首次記錄了所用語言的數據，顯示當地有 48.50%的羅馬尼亞人和38.07%的魯塞尼亞人。
1843年，魯塞尼亞語與羅馬尼亞語一起被承認為「布科維納人民和教會的語言」。
根據奧匈帝國的估算和人口普查數據，布科維納的人口變化如下﹕
| 年份   | 羅馬尼亞人          | 羅馬尼亞人     | 魯塞尼亞人（烏克蘭人） | 魯塞尼亞人（烏克蘭人） | 其他              | 其他        |
| ------ | ------------------- | -------------- | ---------------------- | ---------------------- | ----------------- | ----------- |
| 1774年 | 40,920人 – 64,000人 | 59.6% – 85.33% | 8,000人 – 22,810人     | 10.6% – 33.2%          | 3,000人 – 4,970人 | 4.0% – 7.2% |
| 1848年 | 209,293人           | 55.4%          | 108,907人              | 28.8%                  | 59,381人          | 15.8%       |
| 1851年 | 184,718人           | 48.5%          | 144,982人              | 38.1%                  | 51,126人          | 13.4%       |
| 1880年 | 190,005人           | 33.4%          | 239,960人              | 42.2%                  | 138,758人         | 24.4%       |
| 1890年 | 208,301人           | 32.4%          | 268,367人              | 41.8%                  | 165,827人         | 25.8%       |
| 1900年 | 229,018人           | 31.4%          | 297,798人              | 40.8%                  | 203,379人         | 27.8%       |
| 1910年 | 273,254人           | 34.1%          | 305,101人              | 38.4%                  | 216,574人         | 27.2%       |

## 外部連結
- The Bukovina Society of the Americas （页面存档备份，存于）
- Valentina Glajar. . Camden House. 1 January 2004: 13–. ISBN 978-1-57113-256-7.